# Мурстаун-Ленола (Њу Џерзи)
Мурстаун-Ленола (енгл. Moorestown-Lenola) насељено је место без административног статуса у америчкој савезној држави Њу Џерзи.

## Демографија
По попису из 2010. године број становника је 14.217, што је 357 (2,6%) становника више него 2000. године.
| Група             | 2000.          | 2010.          |
| Белци             | 12.122 (87,5%) | 11.713 (82,4%) |
| Афроамериканци    | 964 (7,0%)     | 1.178 (8,3%)   |
| Азијати           | 295 (2,1%)     | 447 (3,1%)     |
| Хиспаноамериканци | 274 (2,0%)     | 587 (4,1%)     |
| Укупно            | 13.860         | 14.217         |